# Pyżowa (wieś)
Pyżowa (ros. Пыжова) – wieś (ros. деревня, trb. dieriewnia) w zachodniej Rosji, w sielsowiecie starkowskim rejonu oktiabrskiego w obwodzie kurskim.

## Geografia
Miejscowość położona jest nad Rogozną (prawy dopływ Sejmu), 4,5 km od centrum administracyjnego sielsowietu (Starkowo), 15 km na północny zachód od centrum administracyjnego rejonu (Priamicyno), 24 km na północny zachód od Kurska, 20,5 km od drogi magistralnej (federalnego znaczenia) M2 «Krym».
We wsi znajduje się 17 posesji.
Klimat
Miejscowość, jak i cały rejon, znajduje się w strefie klimatu kontynentalnego z łagodnym ciepłym latem i równomiernie rozłożonymi opadami rocznymi (Dfb w klasyfikacji klimatów Köppena).

## Demografia
W 2010 r. wieś zamieszkiwało 10 osób.